# Баликов Юрій Євдокимович
Ю́рій Євдоки́мович Ба́ликов (17 квітня 1924, Плисків — 9 серпня 2010, Київ) — український художник, член Спілки радянських художників України з 1965 року. Батько художниці Олени Баликової.

## Біографічні відомості
Народився 17 квітня 1924 року в селі Плискові (тепер Вінницький район Вінницької області, Україна). Брав участь у німецько-радянській війні. Нагороджений орденом Вітчизняної війни II ступеня (6 квітня 1985), двома медалями «За відвагу» (22 лютого 1945; 18 травня 1945).
1951 року закінчив Київське училище прикладного мистецтва; протягом 1952—1958 років навчався у Київському державному художньому інституті, був учнем Віктора Пузиркова. Дипломна робота — картина «Арешт студентів Київського університету в 1905 році» (керівник Олексій Шовкуненко).
У 1959—1975 роках працював експертом Художньої-експертної колегії Міністерства культури УРСР з образотворчого мистецтва; у 1977—1983 роках обіймав посаду начальника живописного цеху творчо-виробничого об'єднання «Художник»; у 1978—1985 роках — старший викладач Київського художнього інституту.
Мешкав у Києві в будинку на вулиці Дем'яна Коротченка, № 3, квартира № 102 та у будинку на вулиці Курганівській, № 3, квартира № 65. Помер у Києві 9 серпня 2010 року.

## Творчість
Працював в галузі станкового живопису, створював портрети, пейзажі, натюрморти, картини у жанрі ню. Серед робіт:
- «Портрет матері» (1960);
- «У казематі» (1961, Національний музей Тараса Шевченка);
- «Дружинники» (1961);
- «Заочник» (1963);
- «Найпочесніша варта» (1964);
- «Тарас Шевченко» (1964);
- «Тріо бандуристок» (1967, Ніна Павленко, Валентина Третякова, Неля Москвіна);
- «Старий Крим» (1971);
- «Гурзуф. Будинок творчості імені Коровіна» (1974);
- «Портрет Данила Нарбута» (1979);
- «Седнівське озерце» (1985);
- «Переможці» (1985);
- «Гранітне. Хмари над озером» (1987);
- «Портрет Н. Двуглянської» (1988);
- «Сон» (1989);
- «Портрет Героя Радянського Союзу Михайла Пилипенка» (1989);
- «Липа, під якою любив відпочивати Тарас Шевченко» (1995);
- «Портрет Оксани Скаленко» (1997);
- «Доля солдата» (1997);
- «Квіти та фрукти» (1998);
- «Маки» (2000);
- «Сон. Присвячення Тарасу Шевченку» (2000).

Брав участь у республіканських виставках з 1960 року, всесоюзних — з 1965 року. Персональна виставка відбулась у Києві у 2002 році. Удостоєний диплома та Почесної грамоти Національної спілки художників України.
Твори зберігаються в музеях Києва, Донецька, Харкова та інших міст України, у фондах Міністерства культури і мистецтв України та Національної спілки художників України та приватних збірках Франції, Англії, Швеції, Словаччини, США, Канади, Китаю та інших країн.